# Allium ebusitanum
Allium ebusitanum är en amaryllisväxtart som beskrevs av Font Quer. Allium ebusitanum ingår i släktet lökar, och familjen amaryllisväxter. Inga underarter finns listade i Catalogue of Life.